# Афеян, Нубар
Нубар Афеян (з.-арм. Նուպար Աֆէեան, англ. Noubar Afeyan, род. 25 июля 1962, Бейрут, Ливан) — американо-канадский предприниматель, ученый, доктор философии в области биохимической инженерии, изобретатель, филантроп, соучредитель биотехнологической компании Moderna, выпускающей вакцину от коронавируса, которую Всемирный конгресс вакцин назвал лучшей. Участник списка Forbes с состоянием $1,9 млрд. (2021), создатель большого числа компаний.

## Биография
Афеян родился в семье армян Бейрута, Ливан, в 1962 году. Его дед пережил геноцид армян. Его семья бежала из Ливана в 1975 году во время гражданской войны.
Окончил среднюю школу Лойолы в Монреале в 1978 году. Затем получил степень бакалавра в области химической инженерии в университете Макгилла в 1983 году и продолжил обучение в аспирантуре на кафедре биохимической инженерии Массачусетского технологического института, который окончил в 1987 году. Он был первым выпускником докторантуры Центра инженерии биопроцессов Массачусетского технологического института, в то время единственного учреждения с такой программой. Афеян стал гражданином США в 2008 году.

## Научная деятельность
Афеян является автором многочисленных научных работ. Он запатентовал более 100 изобретений. В период с 2000 по 2016 год он был старшим преподавателем в Школе менеджмента Слоуна Массачусетского технологического института, а в настоящее время (по состоянию на 2020 год) является лектором в Гарвардской школе бизнеса. В июле 2022 года Афеяну было присвоено звание почетного доктора Ереванского государственного университета.

## Карьера
Афеян основал свою первую биотехнологическую компанию в 1987 году, всего за несколько дней до Черного понедельника, и в течение десяти лет основал или стал соучредителем еще пяти компаний. К 2020 году Афеян стал соучредителем и разработчиком 41 стартапа. В общей сложности он стал соучредителем или помог создать более 50 стартапов в области наук о жизни и технологиях.
Афеян является основателем (в 1999 г.) и генеральным директором Flagship Pioneering, компании венчурного капитала, специализирующейся на биотехнологиях. Фирма способствовала развитию более 100 научных предприятий, совокупная стоимость которых составила 30 миллиардов долларов, а общее число патентных заявок данных компаний превышает тысячу. Среди их продукций более 50 лекарств находятся в стадии клинической разработки.
В 2009 году Афеян стал соучредителем Moderna (ранее ModeRNA Therapeutics) и в настоящее время является ее председателем. Ему принадлежит более 2 миллионов акций компании. В 2018 году Moderna провела крупнейшее IPO в истории биотехнологической отрасли. В 2021 году Афеян объявил, что Moderna не будет применять свои патентные права против любого, кто использует эти патенты для производства вакцин против Covid-19.
В 1988 году он основал компанию PerSeptive Biosystems и стал ее генеральным директором. Инициировал и руководил созданием Celera Genomics. Он является директором компаний Affinnova, BG Medicine, Bind Biosciences, Ensemble Discovery, Helicos BioSciences, Joule Biotechnologies, LS9 и Eleven Biotherapys, которые являются частью инвестиционного портфеля Flagship.

### Moderna
Нубар Афеян — сооснователь и председатель совета директоров. В 1999 году основал компанию венчурного финансирования Flagship Pioneering, которая выступила учредителем Moderna и ещё более 70 компаний. Собственниками Moderna также являются Стивен Хоуг (президент) и Стефан Бансель (главный исполнительный директор (CEO) с 2011 года).

## Общественная деятельность
Участник мероприятий Московской школы управления СКОЛКОВО. Является соучредителем международной гуманитарной премии Аврора в 2015 г. Вместе со своими партнерами Нубар запустил и поддержал множество благотворительных проектов, в том числе Фонд IDeA, колледж UWC Dilijan, FAST.

## Признание
- Почётная медаль острова Эллис (Ellis Island Medal of Honor) (2008)
- Памятная медаль премьер-министра Армении за патриотическую деятельность (Armenian Prime Minister’s Commemorative Medal for Patriotic Activities (2012))
- Technology Pioneer award, World Economic Forum (2012)
- Орден «За заслуги перед Отечеством» II степени (3 октября 2014 года, Армения) — за выдающийся вклад в строительство и эксплуатацию Дилижанской международной школы — образовательного комплекса, соответствующего международным стандартам в Республике Армения[16]
- Great Immigrants Recipient, Carnegie Corporation of New York (2016)
- Орден за заслуги перед Ливаном (Lebanon’s Order of Merit, presented by Ambassador Gabriel Issa, on behalf of President Michel Aoun, at the Embassy of Lebanon in Washington D.C. (2021))
- В 2020 году Афеян был признан одним из четырех иммигрантов, возглавляющих усилия по поиску вакцины от COVID-19